# Miasto federalne
Miasto federalne (ang. federal city, niem. Bundesstadt, ros. город федерального значения, gorod fiedieralnogo znaczenija) – pojęcie odnoszące się do miast, najczęściej (choć nie zawsze) stołecznych, funkcjonujących w niektórych państwach federalnych.

## Miasta federalne na świecie

### Stany Zjednoczone
Historycznie miastem federalnym był nazywany leżący w Dystrykcie Kolumbia Waszyngton. Obecnie nazwa ta wyszła z powszechnego użycia. Nigdy nie była to nazwa oficjalna.

### Republika Federalna Niemiec
Mianem miasta federalnego określane jest Bonn. Od 28 kwietnia 1994, Bonn oficjalnie jest siedzibą części organów i instytucji federalnych.

### Federacja Rosyjska
W skład Federacji Rosyjskiej wchodzą dwa miasta federalne – Moskwa i Petersburg. Rosja uznaje za swoje miasto federalne także Sewastopol, jednak jest on terytorium spornym między nią a Ukrainą.

### Szwajcaria
Miasto federalne jest też oficjalnym mianem Berna, jako de facto stolicy Szwajcarii.